# Resolució 1263 del Consell de Seguretat de les Nacions Unides
La Resolució 1263 del Consell de Seguretat de les Nacions Unides, adoptada per unanimitat el 13 de setembre de 1999 després de reafirmar totes les resolucions anteriors del Sàhara Occidental, el Consell el Consell va ampliar el mandat de la Missió de Nacions Unides pel Referèndum al Sàhara Occidental (MINURSO) fins al 14 de desembre de 1999.
La resolució va començar acollint amb beneplàcit la represa de la identificació dels votants i el començament del procés d'apel·lació. En aquest sentit, va ampliar el mandat de la MINURSO per completar el procés d'identificació dels votants, implementar mesures de foment de la confiança, continuar el procés d'apel·lació i concloure acords pendents relacionats amb la implementació del Pla de Regularització. En el moment de l'aprovació de la resolució, 22.656 individus havien estat preinscrits a Al-Aaiun i uns altres 548 individus a Nouadhibou i Zouérat al nord de Mauritània.
Es va demanar al secretari general Kofi Annan que informés cada 45 dies sobre novetats significatives relacionades i que presentés una avaluació integral dels passos cap a la finalització del procés d'apel·lació, els requisits de personal, la repatriació dels refugiats i el començament del període de transició.